# محمد عمر عرب

محمد عمر عرب (1901م- 1955م) كاتب وشاعر سعودي، من رواد الأدب في الحجاز، وأول شاعر رومانسي حديث في المملكة، ذُكرت قصائده في كتاب (أدب الحجاز) لمحمد سرور الصبان الذي صدر عام 1926م، كان يكتب باسمه الأدبي المستعار (زهير الصغير)، تيمناً بالشاعر العربي البهاء زهير، وإشارة منه إلى أنه شاعر منحاز إلى الشعر الوجداني، وتغلب على قصائده النزعة الرومانسية، وهو من الشعراء الذين حاولوا التجديد في النُظم الشعري التقليدي، ونشرت أعماله الكاملة عام 2005م، بمناسبة اختيار مكة عاصمة للثقافة، ومن أشهر قصائده قصيدة معنونة بـ(عصر الشباب).

## حياته
ولد في مكة عام 1901م، وفيها تعلم كأقرانه في الكتاتيب، وكان من ضمن الدفعة الأولى للطلبة الذين درسوا في مدرسة الفلاح بعد افتتاحها عام 1912م، وحين تخرج منها عُيّن معلمًا بفرعها في مدينة جدة عام 1920م، وتنقل بعدها بين عدد من الوظائف منها عمله ككاتب في المجلس البلدي في مكة، ومحررًا في ديوان النيابة العامة ثم معاونًا للمدير العام في الديوان، ورئيساً لديوان وزارة الصحة عام 1952م، وكان هذا آخر ما شغل من المناصب.

## مؤلفاته
- الأعمال الكاملة، نشرها عبد المقصود خوجة بمناسبة اختيار مكة عاصمة للثقافة عام 2005م، ضمن كتاب الاثنينية.
- الشجرة ذات السياج الشوكي، كتاب جمع فيه رشاد سروجي كل ما كُتب عن محمد عرب ومختارات من قصائده، وذلك عام 1966م.[2]
- نشرت له 4 قصائد في (أدب الحجاز) لمحمد سرور الصبان، وهي: إلى الشرق المستكين، يا نهر، يا صاحبي، الأمل، وقلب المحب.
- نشرت ترجمة له في كتاب (وحي الصحراء..صفحة من الأدب العصري في الحجاز)، لمحمد سعيد عبد المقصود وعبد الله عمر بلخير، ونشر في الكتاب 7 قصائد له، منها: عصر الشباب، فلسفة الجمال، آلام الصب الحائر، ذكرى قديمة، ودمعة على الشباب.
- نشرت سيرته في كتاب (معجم المطبوعات العربية..المملكة العربية السعودية) لعلي جواد الطاهر.[3]

## وفاته
توفي في 21 ديسمبر 1955م.